# Warsaw Open
Warsaw Open – międzynarodowy turniej tenisowy kobiet i mężczyzn. W 2008 roku rozgrywany na kortach ziemnych Klubu Sportowego Warszawianka w Warszawie, a w 2009 na obiektach Legii. W roku 2008 odbyła się tylko impreza z cyklu ATP World Tour, a od roku 2009 – WTA Tour.
Historia turnieju sięga roku 1992, kiedy to w Sopocie odbyła się pierwsza edycja kobiecego turnieju ITF z pulą nagród 25 000 dolarów amerykańskich. Pierwszą zwyciężczynią na kortach Sopockiego Klubu Sportowego została Czeszka Radka Bobková. W latach 1993–1997 pula wynosiła 75 000 dolarów. W 1997 roku triumfowała reprezentantka gospodarzy Magdalena Grzybowska. Turniej od 1998 roku został wpisany do kalendarza WTA Tour. Początkowo pula nagród wynosiła 107 500 dolarów. Od 2001 roku wprowadzono również rozgrywki panów i aż do roku 2004 odbywały się równolegle turnieje WTA i ATP. W 2005 roku firma Prokom, jeden ze sponsorów tytularnych ograniczyła wkład finansowy i turniej kobiecy nie odbył się. Nie jest również planowane jego wznowienie.
W 2008 roku turniej mężczyzn miał się odbyć w nowym terminie, tuż po wielkoszlemowym Rolandzie Garrosie, planowano również budowę nowego kortu centralnego. Wszystko do czasu, gdy 9 stycznia 2008 roku Ryszard Krauze ogłosił, iż jego firma, Prokom, wycofuje się ze sponsorowania imprezy. Po długich rozmowach, Prokom zaproponował dotychczasowemu sponsorowi, Orange przejęcie turnieju. Zarząd firmy Orange (wspólnie z Prokomem i miastem stołecznym) postanowił przenieść turniej z Sopotu do Warszawy. Ostatecznie turniej odbył się na kortach Warszawianki pod nazwą Orange Warsaw Open. W 2009 roku organizatorzy turnieju nie porozumieli się z Warszawianką i przy pomocy władz Warszawy przeniesiono turniej na wyremontowane korty warszawskiej Legii. Pula nagród wyniosła 600 tys. dolarów. W 2010 roku pozyskano nowego sponsora tytularnego, telewizję Polsat i pod nową nazwą Polsat Warsaw Open turniej ponownie odbył się na kortach Legii. Z powodu kłopotów ze znalezieniem sponsora, dyrektor turnieju Stefan Makarczyk poinformował o odwołaniu kolejnej edycji imprezy.

## Mecze finałowe

### gra pojedyncza mężczyzn
| Orange Warsaw Open |                    |                  |                  |
| Rok                | Mistrz             | Finalista        | Wynik            |
| 2008               | Nikołaj Dawydienko | Tommy Robredo    | 6:3, 6:3         |
| Orange Prokom Open |                    |                  |                  |
| Rok                | Mistrz             | Finalista        | Wynik            |
| 2007               | Tommy Robredo      | José Acasuso     | 7:5, 6:0         |
| 2006               | Nikołaj Dawydienko | Florian Mayer    | 7:6(6), 5:7, 6:4 |
| Idea Prokom Open   |                    |                  |                  |
| Rok                | Mistrz             | Finalista        | Wynik            |
| 2005               | Gaël Monfils       | Florian Mayer    | 7:6(6), 4:6, 7:5 |
| 2004               | Rafael Nadal       | José Acasuso     | 6:3, 6:4         |
| 2003               | Guillermo Coria    | David Ferrer     | 7:5, 6:1         |
| 2002               | José Acasuso       | Franco Squillari | 2:6, 6:1, 6:3    |
| 2001               | Tommy Robredo      | Albert Portas    | 1:6, 7:5, 7:6(2) |

### gra pojedyncza kobiet

#### Turniej WTA
| Warsaw Open      |                          |                  |                |
| Rok              | Mistrzyni                | Finalistka       | Wynik          |
| 2010             | Alexandra Dulgheru       | Zheng Jie        | 6:3, 6:4       |
| 2009             | Alexandra Dulgheru       | Alona Bondarenko | 7:6, 3:6, 6:0  |
| Idea Prokom Open |                          |                  |                |
| Rok              | Mistrzyni                | Finalistka       | Wynik          |
| 2004             | Flavia Pennetta          | Klára Koukalová  | 7:5, 3:6, 6:3  |
| 2003             | Anna Smasznowa-Pistolesi | Klára Koukalová  | 6:2, 6:0       |
| 2002             | Dinara Safina            | Henrieta Nagyová | 6:3, 4:0 krecz |
| 2001             | Cristina Torrens Valero  | Gala León García | 6:2, 6:2       |
| 2000             | Anke Huber               | Gala León García | 7:6(3), 6:3    |
| 1999             | Conchita Martínez        | Karina Habšudová | 6:1, 6:1       |
| 1998             | Henrieta Nagyová         | Elena Wagner     | 6:3, 5:7, 6:1  |

#### Turniej ITF
| Rok  | Mistrzyni            | Finalistka           | Wynik         |
| 1997 | Magdalena Grzybowska | Denisa Chládková     | 6:3, 6:2      |
| 1996 | Denisa Chládková     | Eva Martincová       | 6:3, 6:4      |
| 1995 | Katarína Studeníková | Janette Husárová     | 4:6, 6:3, 6:3 |
| 1994 | Tatiana Ignatiewa    | Sandra Dopfer        | 2:6, 6:3, 6:2 |
| 1993 | Petra Begerow        | Katarína Studeníková | 6:3, 4:6, 7:5 |
| 1992 | Radka Bobková        | Maria Strandlund     | 6:4, 4:6, 6:4 |

### gra podwójna mężczyzn
| Orange Warsaw Open |                                      |                                   |                  |
| Rok                | Mistrzowie                           | Finaliści                         | Wynik            |
| 2008               | Mariusz Fyrstenberg Marcin Matkowski | Nikołaj Dawydienko Jurij Szczukin | 6:0, 3:6, 10–4   |
| Orange Prokom Open |                                      |                                   |                  |
| Rok                | Mistrzowie                           | Finaliści                         | Wynik            |
| 2007               | Mariusz Fyrstenberg Marcin Matkowski | Martín García Sebastián Prieto    | 6:1, 6:1         |
| 2006               | František Čermák Leoš Friedl         | Martín García Sebastián Prieto    | 6:3, 7:5         |
| Idea Prokom Open   |                                      |                                   |                  |
| Rok                | Mistrzowie                           | Finaliści                         | Wynik            |
| 2005               | Mariusz Fyrstenberg Marcin Matkowski | Lucas Arnold Ker Sebastián Prieto | 7:6(7), 6:4      |
| 2004               | František Čermák Leoš Friedl         | Martín García Sebastián Prieto    | 2:6, 6:2, 6:3    |
| 2003               | Mariusz Fyrstenberg Marcin Matkowski | František Čermák Leoš Friedl      | 6:4, 6:7(7), 6:3 |
| 2002               | František Čermák Leoš Friedl         | Jeff Coetzee Nathan Healey        | 7:5, 7:5         |
| 2001               | Paul Hanley Nathan Healey            | Irakli Labadze Attila Sávolt      | 7:6(10), 6:2     |

### gra podwójna kobiet

#### Turniej WTA
| Warsaw Open      |                                              |                                            |          |
| Rok              | Mistrzynie                                   | Finalistki                                 | Wynik    |
| 2010             | Virginia Ruano Pascual Meghann Shaughnessy   | Cara Black Yan Zi                          | 6:3, 6:4 |
| 2009             | Raquel Kops-Jones Bethanie Mattek-Sands      | Zheng Jie Yan Zi                           | 6:1, 6:1 |
| Idea Prokom Open |                                              |                                            |          |
| Rok              | Mistrzynie                                   | Finalistki                                 | Wynik    |
| 2004             | Marta Marrero Nuria Llagostera Vives         | Klaudia Jans Alicja Rosolska               | 6:4, 6:3 |
| 2003             | Silvija Talaja Tetiana Perebyjnis            | Maret Ani Libuše Prusová                   | 6:4, 6:2 |
| 2002             | Arantxa Sánchez Vicario Swietłana Kuzniecowa | Jekatierina Sysojewa Jewgienija Kulikowska | 6:2, 6:2 |
| 2001             | Francesca Schiavone Joannette Kruger         | Julija Bejhelzimer Anastasija Rodionowa    | 6:4, 6:0 |
| 2000             | Virginia Ruano Pascual Paola Suárez          | Rita Grande Åsa Svensson                   | 7:5, 6:1 |
| 1999             | Laura Montalvo Paola Suárez                  | Gala León García María Sánchez Lorenzo     | 6:4, 6:3 |
| 1998             | Květa Peschke Helena Vildová                 | Seda Noorlander Åsa Svensson               | 6:2, 6:4 |